# Streptophyta
Die Streptophyta sind eine Gruppe von photosynthetisch aktiven, mehrzelligen Eukaryoten, also Lebewesen mit Zellkernen. Die Gruppe besteht aus den Armleuchteralgen und den Landpflanzen (Embryophyta) und zählt etwa 281.000 Arten.

## Merkmale
Auf die Streptophyta treffen alle Merkmale der Charophyta auch zu. Hier erfolgt die Zellteilung generell über einen Phragmoplasten. Die Zellulose wird von rosettenförmigen Enzymkomplexen synthetisiert. Alle Arten sind mehrzellig, das vegetative Wachstum erfolgt mit einer apikalen Zelle(n) am Ende der Seitenäste oder der Hauptachse. Die sexuelle Vermehrung erfolgt über Oogamie, wobei die Eizellen in einer Hülle geschützt sind. Die Spermatozoiden sind meist gedreht. Bei abgeleiteten Formen tritt dieses Merkmal zurück: Palmfarne und Ginkgo besitzen Spermatozoiden mit einem gedrehten Flagellenband, die übrigen Samenpflanzen besitzen unbegeißelte und nicht gedrehte Spermien. Die Zellteilungen finden in allen drei Raumebenen statt.

## Systematik
In den letzten Jahren haben sich die Armleuchteralgen deutlich als die Schwestergruppe der Pflanzen herauskristallisiert. Daher werden diese beiden Gruppen innerhalb der Charophyta als eigene Gruppe Streptophyta zusammengefasst. Gemäß Adl u. a. 2005 werden die Taxa keinen Rangstufen zugeordnet:
- Armleuchteralgen (Charales)
- Pflanzen (Plantae) = Landpflanzen (Embryophyta)
- Schmuckalgen (Zygnematophyceae)